# Pariz–Tours
Pariz–Tours (francosko Paris–Tours; prej znana tudi kot Tours–Pariz, Tours-Versailles, Blois-Pariz, Blois-Chaville in Créteil-Chaville) je jesenska enodnevna kolesarska klasika v Franciji, ki jo od leta 1896 naprej organizira Amaury Sport Organisation. Trenutno je del serije UCI ProSeries.

## Originalna klasika
Kljub temu da že od leta 2008 ni del najvišjega svetovnega ranga kolesarskih dirk jo štejemo za "pravo" klasiko. Vse do 1980ih je bilo namreč priznanih 8 originalnih klasik; to je poleg te dirke še današnjih pet spomenikov (M–SR, Flandrija, P–R, L–B–L in Lombardija) ter Valonska puščica in Pariz–Bruselj.

## Zgodovina
Dirka je bila, sicer za amaterje, prvič organizirana že leta 1896, in ena najstarejših na svetu. organiziral jo je Paris-Vélo, ki je zmago francoza Eugène Prévosta opisal kot "nor, nezaslišan in nepričakovan uspeh". Naslednja dirka je bila na sporedu šele čez 5 let, še naslednja pa šele leta 1906, ko je ta dirka postala profesionalna, organiziral pa jo je L'Auto. Po drugi svetovni vojni je organizacijo prevzel njen naslednik, francoski časopis L'Équipe, ki pa je dirko organiziral vse do leta 1992, ko je organizacijo prevzel njen sorodni časopis Amaury Sport Organisation (ASO), ki poleg TdF te dve dirki organizira še danes. 
Med leti 1989 in 2004 je bila del serije UCI Road World Cup, potem UCI ProTour (2005 do 2007), del serije UCI Europe Tour med leti 2008 do 2019 in od leta 2020 naprej del UCI ProSeries.

## Jesenski dvojček
Termin "jesenski dvojček" se nanaša na edini pravi in najpomembnejši jesenski klasiki Pariz–Tours in Dirka po Lombardiji (spomenik), ki tradicionalno potekata isti teden v prvi polovici oktobra. Vse ostale italijanske enodnevne dirke tisti teden namreč štejemo med mini klasike. 
Obe dirki sta si po profilu in težavnosti precej različni – Lombardija je bolj primerna za hribolazce – dvojna težavnost. Samo štirim kolesarjem do zdaj je uspel ta dosežek obeh zmag v istem letu: Philippe Thys (1917), Rik Van Looy (1959), Philippe Gilbert (2009) in Jo de Roo (1962–1963).

## Trasa
Pretežno ravninska trasa poteka med dolinama Chevreuse in Loire; najvišja točka Le Gault-du-Perche (200 m). Ta dirka je znana kot "šprinterska klasika", ker se pogosto konča s sprintom v skupini na cilju v Toursu. Kar nekaj desetletij se je dirka odvijala na 2,7 kilometra dolgi aveniji Avenue de Grammont, eni najbolj znanih kolesarskih ciljnih ožin, še posebej znani in priljubljeni med šprinterji. Od leta 2011 je bil cilj prestavljen na drugo lokacijo, ker je bila na Avenue de Grammont zgrajena nova tramvajska proga.
Trasa je bila skozi leta velikokrat spremenjena, čeprav je razdalja ostala približno enaka, 250 kilometrov. Začetek je bil v zgodnjih začetkih dirke prestavljen iz Pariza, najprej v Versailles, nato v Saint-Arnoult-en-Yvelines. Od leta 2009 je start dirke v departmaju Eure-et-Loir. Med letoma 1919 in 1926 pa so skozi občino Chinon dodali zanko, pristop pa preko hribovitih delov na južnem bregu Loare do Toursa, skupna razdalja pa 342 km. Sprinterji so še naprej prevladovali in leta 1959 so organizatorji dodali tri vzpone na hrib Alouette. Ni bilo veliko razlike.
Leta 1965 so bili menjalniki prepovedani, kolesarji so bili tako omejeni le na dve prestavi. Dirko je zmagal takratni sveže pečeni nizozemski profesionalni kolesar Gerben Karstens, ki je izbral zobnike 53/16 in 53/15 in prevozil kar 247 kilometrov pri rekordni povprečni hitrosti 45,029 km/h. Poskus je bil ocenjen kot neuspešen, ko se je dirka leta 1966 končala na enak način kot leta 1964.
Start in cilj sta bila obrnjena v obratno smer in trasa se je tako nenehno spreminjala med letoma 1974 in 1987. Včasih je bila znana kot Grand Prix d'Automne, včasih pa po imenih startnih in ciljnih mest. Za mnoge je dogodek izgubil značaj, saj je dirka potekala med Toursom in Versaillesom (1974–75); med krajema Blois in Chaville (v letih 1976–77 in 1979–84); med Bloisom in Autodrome de Linas-Montlhéry (1978); in med Créteilom in Chavillom (1985–87). Leta 1988 se je dirka vrnila na prvotno traso Pariz–Tours.
Pogosto je odločilen faktor te dirke veter v prsa; leta 1988 je Peter Pieters v povprečju dosegel hitrost le 34 km/h, kar je bilo najpočasneje v zadnjih 57 letih. Vendar pa Pariz–Tours postane najhitrejša klasika, ko je veter v hrbet za kolesarji, Óscar Freire je leta 2010 zmagal z povprečno hitrostjo kar 47,730 km/h To mu je prineslo nagrado Ruban Jaune ("Rumeni trak") za najhitrejšo povprečno hitrost v klasiki; pravzaprav je bil Ruban Jaune (do leta 2016) kar devetkrat podeljen kolesarjem, ki so zmagali na dirki Pariz–Tours in dosegli najhitrejši povprečni čas na profesionalni dirki.
Leta 2018 je bila trasa korenito spremenjena, z štartom v Chartresu in v zadnjih 60 km vključevala 12,5 km makedamskih stez, saj se dirka vije okoli vinogradov na območju Toursa. 7 novih vzponov je bilo vključenih tudi v konec dirke, skrajšane na le 211 km, da bi se izognila dodatnim težavam.

## Moški

### Zmagovalci po letih
| Leto                                                             | Zmagovalec             | Drugi                    | Tretji                     |
| ---------------------------------------------------------------- | ---------------------- | ------------------------ | -------------------------- |
| ↓ "Pariz–Tours" ↓                                                |                        |                          |                            |
| 1896                                                             | Eugene Prévost         | Emile Ouzou              | Lucien Bouvet              |
| dirka med leti 1897 in 1900 ni potekala                          |                        |                          |                            |
| 1901                                                             | Jean Fischer           | Georges Lorgeou          | Édouard Wattelier          |
| dirka med leti 1902 in 1905 ni potekala                          |                        |                          |                            |
| 1906                                                             | Lucien Petit-Breton    | Louis Trousselier        | Henri Cornet               |
| 1907                                                             | Georges Passerieu      | André Pottier            | Émile Georget              |
| 1908                                                             | Omer Beaugendre        | Frédéric Saillot         | François Faber             |
| 1909                                                             | François Faber         | Jean Alavoine            | Ernest Paul                |
| 1910                                                             | François Faber         | Louis Trousselier        | Émile Engel                |
| 1911                                                             | Octave Lapize          | Cyrille Van Hauwaert     | Émile Georget              |
| 1912                                                             | Louis Heusghem         | Charles Deruyter         | Lucien Petit-Breton        |
| 1913                                                             | Charles Crupelandt     | Georges Passerieu        | Louis Luguet               |
| 1914                                                             | Oscar Egg              | Émile Engel              | Philippe Thys              |
| dirka med leti 1915 in 1916 ni potekala zaradi 1. svetovne vojne |                        |                          |                            |
| 1917                                                             | Philippe Thys          | Marcel Godivier          | Eugene Christophe          |
| 1918                                                             | Charles Mantelet       | Lucien Cazalis           | Alexis Michiels            |
| 1919                                                             | Hector Tiberghien      | René Vandenhove          | Jean Rossius               |
| 1920                                                             | Eugene Christophe      | Honoré Barthélémy        | Albert Dejonghe            |
| 1921                                                             | Francis Pélissier      | Louis Mottiat            | Eugene Christophe          |
| 1922                                                             | Henri Pélissier        | Heiri Suter              | Robert Jacquinot           |
| 1923                                                             | Paul Deman             | Félix Sellier            | Hector Tiberghien          |
| 1924                                                             | Louis Mottiat          | Nicolas Frantz           | Jules Huyvaert             |
| 1925                                                             | Denis Verschueren      | August Mortelmans        | Jean Hillarion             |
| 1926                                                             | Heiri Suter            | Kastor Notter            | Nicolas Frantz             |
| 1927                                                             | Heiri Suter            | Gustaaf Van Slembrouck   | Georges Ronsse             |
| 1928                                                             | Denis Verschueren      | Charles Pélissier        | Marius Gallottini          |
| 1929                                                             | Nicolas Frantz         | Aimé Deolet              | Georges Ronsse             |
| 1930                                                             | Jean Maréchal          | Marcel Bidot             | Frans Bonduel              |
| 1931                                                             | André Leducq           | Roger Parioleau          | Alfred Haemerlinck         |
| 1932                                                             | Julien Moineau         | Herbert Sieronski        | Amulio Viarengo            |
| 1933                                                             | Jules Merviel          | Antonin Magne            | Ludwig Geyer               |
| 1934                                                             | Gustave Danneels       | Romain Gijssels          | Félicien Vervaecke         |
| 1935                                                             | René Le Greves         | Roger Lapébie            | Raffaele Di Paco           |
| 1936                                                             | Gustave Danneels       | Fernand Mithouard        | Jules Coelart              |
| 1937                                                             | Gustave Danneels       | Frans Bonduel            | Edgard De Caluwé           |
| 1938                                                             | Jules Rossi            | Albertin Dissaux         | Paul Maye                  |
| 1939                                                             | Frans Bonduel          | Lucien Storme            | Theo Pirmez                |
| dirke leta 1940 ni bilo zaradi 2. svetovne vojne                 |                        |                          |                            |
| 1941                                                             | Paul Maye              | Albert Goutal            | Pierre Cloarec             |
| 1942                                                             | Paul Maye              | Gérard Virol             | Jules Rossi                |
| 1943                                                             | Gabriel Gaudin         | Achiel Buysse            | Albert Hendrickx           |
| 1944                                                             | Lucien Teisseire       | Louis Gauthier           | Louis Thiétard             |
| 1945                                                             | Paul Maye              | Joseph Goutorbe          | Émile Idée                 |
| 1946                                                             | Albéric Schotte        | Roger Prevotal           | Maurice De Muer            |
| 1947                                                             | Albéric Schotte        | Émile Idée               | Albert Sercu               |
| 1948                                                             | Louis Caput            | Robert Mignat            | Émile Idée                 |
| 1949                                                             | Albert Ramon           | Paul Néri                | Jacques Geus               |
| 1950                                                             | André Mahé             | Urbain Caffi             | Guy Lapébie                |
| 1951                                                             | Jacques Dupont         | Alfredo Martini          | Attilio Redolfi            |
| 1952                                                             | Raymond Guégan         | Albéric Schotte          | Louis Caput                |
| 1953                                                             | Jozef Schils           | Ferdy Kübler             | Georges Gilles             |
| 1954                                                             | Gilbert Scodeller      | Louison Bobet            | Pierre Michel              |
| 1955                                                             | Jacques Dupont         | Fred De Bruyne           | Jean-Marie Cieleska        |
| 1956                                                             | Albert Bouvet          | Julien Schepens          | Louison Bobet              |
| 1957                                                             | Fred De Bruyne         | Louison Bobet            | Angelo Conterno            |
| 1958                                                             | Gilbert Desmet         | Fred De Bruyne           | François Mahé              |
| 1959                                                             | Rik Van Looy           | Coen Niesten             | André Noyelle              |
| 1960                                                             | Jo de Haan             | Michel Stolker           | Luis Otano                 |
| 1961                                                             | Joseph Wouters         | Gilbert Desmet           | Anatole Novak              |
| 1962                                                             | Jo de Roo              | Frans Melckenbeeck       | Benoni Beheyt              |
| 1963                                                             | Jo de Roo              | Tom Simpson              | Raymond Poulidor           |
| 1964                                                             | Guido Reybrouck        | Rik Van Looy             | Gustaaf De Smet            |
| 1965                                                             | Gerben Karstens        | Gustaaf De Smet          | Fernand Deferm             |
| 1966                                                             | Guido Reybrouck        | Rik Van Looy             | Paul Lemeteyer             |
| 1967                                                             | Rik Van Looy           | Barry Hoban              | José Samyn                 |
| 1968                                                             | Guido Reybrouck        | Walter Godefroot         | Eric Leman                 |
| 1969                                                             | Herman Van Springel    | Frans Verbeeck           | Roger Jochmans             |
| 1970                                                             | Jürgen Tschan          | René Pijnen              | Guido Reybrouck            |
| 1971                                                             | Rik Van Linden         | Marino Basso             | Gerben Karstens            |
| 1972                                                             | Noël Van Tyghem        | Jos Huysmans             | Willy De Geest             |
| 1973                                                             | Rik Van Linden         | Roger De Vlaeminck       | Frans Verbeeck             |
| ↓ "Tours–Pariz ↓                                                 |                        |                          |                            |
| 1974                                                             | Francesco Moser        | Jean-Pierre Danguillaume | Eric Leman                 |
| ↓ "Tours–Versailles ↓                                            |                        |                          |                            |
| 1975                                                             | Freddy Maertens        | Frans Van Looy           | Roger De Vlaeminck         |
| 1976                                                             | Ronny De Witte         | Raymond Poulidor         | Robert Bouloux             |
| 1977                                                             | Joop Zoetemelk         | Johan De Muynck          | Hennie Kuiper              |
| ↓ "Blois–Pariz ↓                                                 |                        |                          |                            |
| 1978                                                             | Jan Raas               | Jos Jacobs               | Guido Van Calster          |
| ↓ "Blois–Chaville ↓                                              |                        |                          |                            |
| 1979                                                             | Joop Zoetemelk         | Giuseppe Saronni         | Jan Raas                   |
| 1980                                                             | Daniel Willems         | Alain Vigneron           | Eddy Vanhaerens            |
| 1981                                                             | Jan Raas               | Ferdi Van Den Haute      | Luc Colijn                 |
| 1982                                                             | Jean-Luc Vandenbroucke | Pierino Gavazzi          | Alfons De Wolf             |
| 1983                                                             | Ludo Peeters           | Adrie van der Poel       | Jan Raas                   |
| 1984                                                             | Sean Kelly             | Steven Rooks             | Bruno Wojtinek             |
| ↓ "Créteil–Chaville" ↓                                           |                        |                          |                            |
| 1985                                                             | Ludo Peeters           | Moreno Argentin          | Sean Kelly                 |
| 1986                                                             | Phil Anderson          | Jean-Louis Peillon       | Charly Mottet              |
| 1987                                                             | Adrie van der Poel     | Teun van Vliet           | Maurizio Fondriest         |
| ↓ "Pariz–Tours" ↓                                                |                        |                          |                            |
| 1988                                                             | Peter Pieters          | Jan Goessens             | Sean Kelly                 |
| 1989                                                             | Jelle Nijdam           | Eric Vanderaerden        | Johan Museeuw              |
| 1990                                                             | Rolf Sorensen          | Phil Anderson            | Maurizio Fondriest         |
| 1991                                                             | Johan Capiot           | Olaf Ludwig              | Nico Verhoeven             |
| 1992                                                             | Hendrik Redant         | Christian Henn           | Olaf Ludwig                |
| 1993                                                             | Johan Museeuw          | Maurizio Fondriest       | Oleksandr Gončenkov        |
| 1994                                                             | Erik Zabel             | Gianluca Bortolami       | Zbigniew Spruch            |
| 1995                                                             | Nicola Minali          | Andrej Čmil              | Sven Teutenberg            |
| 1996                                                             | Nicola Minali          | Tom Steels               | Giovanni Lombardi          |
| 1997                                                             | Andrej Čmil            | Maximilian Sciandri      | Henk Vogels                |
| 1998                                                             | Jacky Durand           | Mirco Gualdi             | Jaan Kirsipuu              |
| 1999                                                             | Marc Wauters           | Gianni Faresin           | Jaan Kirsipuu              |
| 2000                                                             | Andrea Tafi            | Andrej Čmil              | Daniele Nardello           |
| 2001                                                             | Richard Virenque       | Óscar Freire Gómez       | Erik Zabel                 |
| 2002                                                             | Jakob Piil             | Jacky Durand             | Erik Zabel                 |
| 2003                                                             | Erik Zabel             | Alessandro Petacchi      | Stuart O’Grady             |
| 2004                                                             | Erik Dekker            | Danilo Hondo             | Óscar Freire Gómez         |
| 2005                                                             | Erik Zabel             | Daniele Bennati          | Allan Davis                |
| 2006                                                             | Frédéric Guesdon       | Kurt Asle Arvesen        | Stuart O’Grady             |
| 2007                                                             | Alessandro Petacchi    | Francesco Chicchi        | Óscar Freire Gómez         |
| 2008                                                             | Philippe Gilbert       | Jan Kuyckx               | Sébastien Turgot           |
| 2009                                                             | Philippe Gilbert       | Tom Boonen               | Borut Božič                |
| 2010                                                             | Óscar Freire Gómez     | Angelo Furlan            | Gert Steegmans             |
| 2011                                                             | Greg Van Avermaet      | Marco Marcato            | Kasper Klostergaard        |
| 2012                                                             | Marco Marcato          | Laurens De Vreese        | Niki Terpstra              |
| 2013                                                             | John Degenkolb         | Michael Morkov           | Arnaud Démare              |
| 2014                                                             | Jelle Wallays          | Thomas Voeckler          | Jens Debusschere           |
| 2015                                                             | Matteo Trentin         | Tosh Van der Sande       | Greg Van Avermaet          |
| 2016                                                             | Fernando Gaviria       | Arnaud Démare            | Jonas Van Genechten        |
| 2017                                                             | Matteo Trentin         | Soren Kragh Andersen     | Niki Terpstra              |
| 2018                                                             | Soren Kragh Andersen   | Niki Terpstra            | Benoît Cosnefroy           |
| 2019                                                             | Jelle Wallays          | Niki Terpstra            | Oliver Naesen              |
| 2020                                                             | Casper Pedersen        | Benoît Cosnefroy         | Joris Nieuwenhuis          |
| 2021                                                             | Arnaud Démare          | Franck Bonnamour         | Jasper Stuyven             |
| 2022                                                             | Arnaud Démare          | Edward Theuns            | Sam Bennett                |
| 2023                                                             | Riley Sheehan          | Lewis Askey              | Tobias Halland Johannessen |
| 2024                                                             | Christophe Laporte     | Mathias Vacek            | Jasper Philipsen           |

### Večkratni zmagovalci
| Zmage | Kolesar           | Edicija            |
| ----- | ----------------- | ------------------ |
| 3     | Gustave Danneels  | 1934 + 1936 + 1937 |
| 3     | Paul Maye         | 1941 + 1942 + 1945 |
| 3     | Guido Reybrouck   | 1964 + 1966 + 1968 |
| 3     | Erik Zabel        | 1994 + 2003 + 2005 |
| 2     | François Faber    | 1909 + 1910        |
| 2     | Denis Verschueren | 1925 + 1928        |
| 2     | Heiri Suter       | 1926 + 1927        |
| 2     | Briek Schotte     | 1946 + 1947        |
| 2     | Jacques Dupont    | 1951 + 1955        |
| 2     | Rik Van Looy      | 1959 + 1967        |
| 2     | Jo de Roo         | 1962 + 1963        |
| 2     | Rik Van Linden    | 1971 + 1973        |
| 2     | Joop Zoetemelk    | 1977 + 1979        |
| 2     | Jan Raas          | 1978 + 1981        |
| 2     | Ludo Peeters      | 1983 + 1985        |
| 2     | Nicola Minali     | 1995 + 1996        |
| 2     | Philippe Gilbert  | 2008 + 2009        |
| 2     | Matteo Trentin    | 2015 + 2017        |
| 2     | Jelle Wallays     | 2014 + 2019        |
| 2     | Arnaud Démare     | 2021 + 2022        |

### Zmagovalci po državah
| Zmage | Država        |
| ----- | ------------- |
| 42    | Belgija       |
| 34    | Francija      |
| 12    | Nizozemska    |
| 9     | Italija       |
| 5     | Nemčija + ZRN |
| 4     | Danska        |
| 3     | Luksemburg    |
| 3     | Švica         |
| 1     | Avstralija    |
| 1     | Kolumbija     |
| 1     | Irska         |
| 1     | Španija       |
| 1     | Ukrajina      |
| 1     | ZDA           |